# Tamborim

Tamborim mit Peitsche

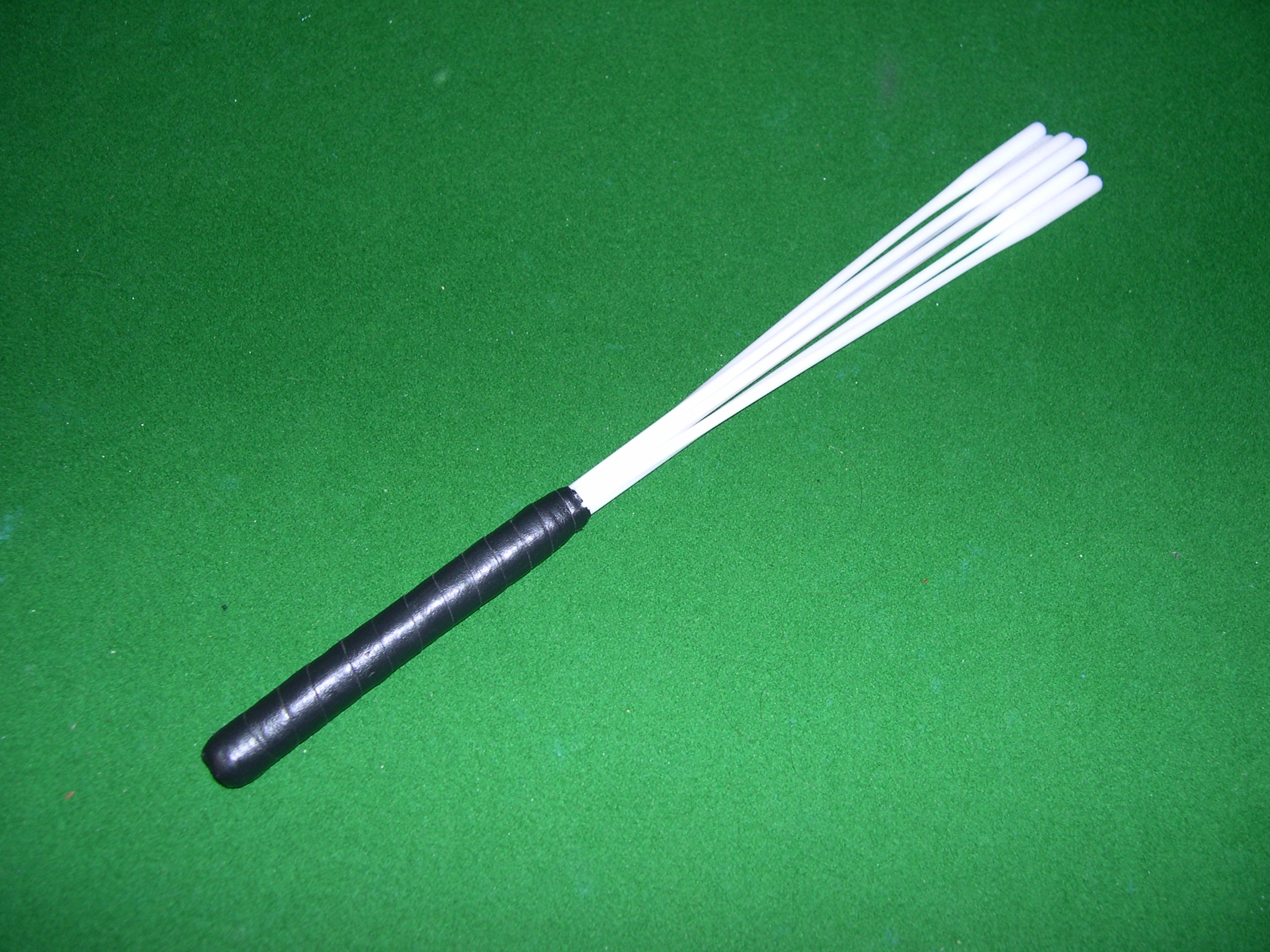
Baqueta

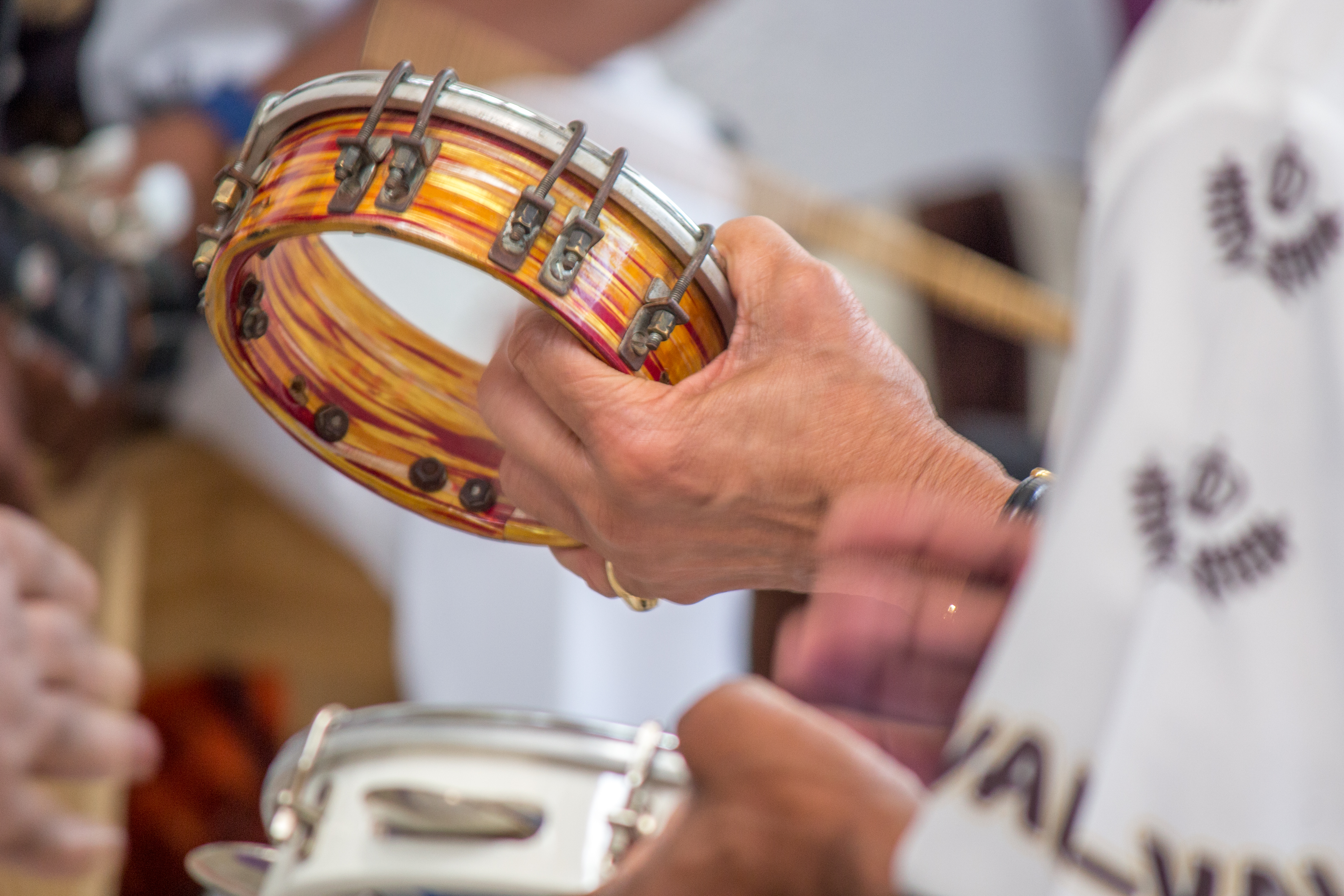
Handhaltung

Das Tamborim ist eine kleine Trommel ohne Resonanzkörper aus der brasilianischen Sambapercussion. Es ist nicht zu verwechseln mit dem weiter verbreiteten Tamburin. Je nach Musikstil werden die Töne auf dem Tamborim mit den Fingern, leichten Holzstöcken (mitunter gewöhnliche Schlagzeug-Sticks) oder mit Plastikpeitschen (baqueta) erzeugt. 

## Einsatz
Als percussives Begleitinstrument im Choro, Pagode und allgemein der Música Popular Brasileira, wird das Tamborim eher leise eingesetzt. Das gespielte Pattern orientiert sich meist an der rhythmischen Struktur des Partido Alto, wird aber sehr frei variiert und geht mit den Akzenten und der Melodiestruktur des Stücks mit. Zum Teil werden auch mehrere Tamborims mit unterschiedlicher Stimmung eingesetzt, wobei jedes ein anderes Pattern spielt.
Für die Samba Batucada werden oft mehrere Tamborims mit Plastikpeitschen gespielt. Damit wird ein sehr markanter, scharfer Ton erzielt. Durch eine „virado“ genannte Spieltechnik, eine Drehbewegung der linken Hand, die das Tamborim hält, ist es möglich, sehr schnell zu spielen. So können auch bei dem hohen Tempo der Samba Batucada durchlaufende 16tel gespielt werden. Der Klang der Tamborims „schwebt“ über der Musik der Batucada; sie akzentuieren und strukturieren das Stück.
Größe und Gewicht von Tamborims sind vergleichbar mit kleinen Rahmentrommeln aus dem Bereich der Orff-Instrumente. Einfache Rhythmen sind auch für kleinere Kinder leicht erlernbar. Daher bietet sich das Tamborim auch als (deutlich lautere) Alternative zu den Rahmentrommeln an. 